# Сапега, Андрей Станислав
Андрей Станислав Сапега (1592 — 25 марта 1646) — государственный деятель Великого княжества Литовского, каштелян трокский (1641—1644) и виленский (1644—1646), староста усвятский (1612—1623) и волковысский (1645—1646).

## Биография
Представитель черейско-ружанской линии литовского магнатского рода Сапег герба «Лис», старший сын старосты усвятского Яна Петра Сапеги (1569—1611) и Софии Вейхер. Младшие братья — Ян, Флориан и Павел Ян Сапеги.
В 1612 году после смерти своего отца Андрей Станислав Сапега получил во владение староство усвятское. В 1612—1615 годах — дворянин при польском короле Сигизмунде III Вазе. В 1618 и 1620 годах избирался послом на сеймы. Был ротмистром собственной гусарской хоругви, которая в 1622 году насчитывала 150 всадников. В 1621 году участвовал в разгроме турецко-татарской армии в битве под Хотином. В 1622 году участвовал в боях со шведами в Лифляндии, в 1623 году был избран послом на сейм. В 1626 году во главе своей хоругви прибыл в Королевскую Пруссию, где участвовал в войне со Швецией (1626—1628).
В 1633—1634 годах Андрей Станислав Сапега участвовал в смоленской кампании нового польского короля Владислава IV Вазы.
Из-за конфликта с собственными родственниками довольно поздно стал получать государственные должности, избирался послом на сеймы и депутатом Литовского Трибунала. В 1641 году получил должность каштеляна трокского, а в 1644 году стал каштеляном виленским.
25 марта 1646 года Андрей Станислав Сапега скончался, был похоронен в бернардинском костёле в Гродно, где одно время занимал должность войта.

## Семья
В 1622 году женился на Анне Гейденштейн (ум. после 1671), от брака с которой имел сына и дочь:
- Леон Казимир Сапега (ум. 1640)
- Изабелла Катарина Сапега (ум. после 1683), жена с 1645 года подчашего великого литовского и ордината клецкого, князя Михаила Кароля Радзивилла (ум. 1656)